# Đồng hồ đeo tay

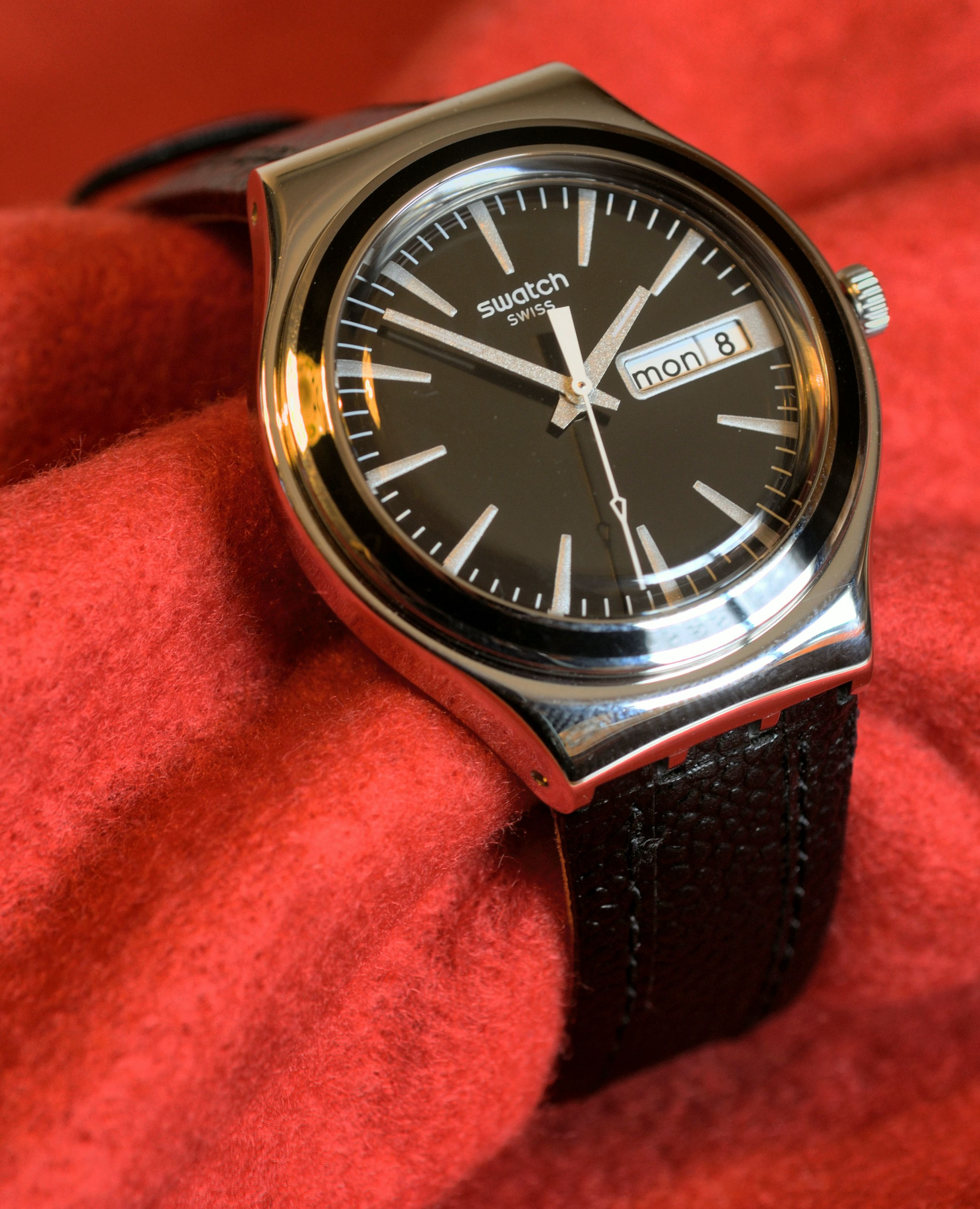
Một đồng hồ đeo tay hiện đại

Đồng hồ đeo tay là một chiếc đồng hồ được thiết kế để mang hoặc đeo trên người. Nó được thiết kế để tiếp tục hoạt động bất chấp các chuyển động gây ra bởi các hoạt động của người đó. Đồng hồ đeo tay được thiết kế để đeo quanh cổ tay, được gắn bởi dây đeo đồng hồ hoặc loại vòng đeo tay khác. Đồng hồ bỏ túi được thiết kế cho một người để mang trong túi.
Đồng hồ đeo tay phát triển từ thế kỷ 17, khởi đầu từ đồng hồ chạy bằng lò xo, xuất hiện sớm nhất là vào thế kỷ 14. Trong phần lớn lịch sử của nó, đồng hồ đeo tay là một thiết bị cơ khí, điều khiển bởi thiết bị đồng hồ, quấn quanh một lò xo chính, và giữ thời gian với một dao động cân bằng bánh xe. Chúng được gọi là đồng hồ đeo tay cơ. Vào những năm 1960, đồng hồ thạch anh điện tử đã được phát minh, được cung cấp năng lượng nhờ pin và giữ thời gian với một tinh thể thạch anh rung liên tục. Vào những năm 1980, đồng hồ thạch anh đã chiếm lĩnh hầu hết thị trường của đồng hồ cơ. Trong lịch sử, đây được gọi là cuộc cách mạng thạch anh. Sự phát triển trong những năm 2010 bao gồm đồng hồ thông minh, là những thiết bị điện tử giống như máy tính được thiết kế để đeo trên cổ tay. Chúng thường kết hợp các chức năng tính giờ, nhưng đây chỉ là một tập hợp con nhỏ trong các tính năng của loại đồng hồ này.
Nhìn chung, đồng hồ đeo tay hiện đại thường hiển thị ngày trong tuần, ngày, tháng và năm. Đối với đồng hồ cơ, nhiều tính năng bổ sung khác được gọi là " biến chứng", chẳng hạn như màn hình mặt trăng và các loại tourbillon khác nhau. Mặt khác, hầu hết đồng hồ thạch anh điện tử, bao gồm các tính năng liên quan đến thời gian như bộ hẹn giờ, đồng hồ bấm giờ và chức năng báo thức. Hơn nữa, một số đồng hồ thông minh hiện đại thậm chí còn tích hợp máy tính, GPS và công nghệ Bluetooth hoặc có khả năng theo dõi nhịp tim và một số trong số đồng hồ thông minh sử dụng công nghệ đồng hồ radio để thường xuyên chỉnh đúng thời gian.
Ngày nay, hầu hết các đồng hồ đeo tay trên thị trường mà không tốn kém và có giá trung bình, được sử dụng chủ yếu để tính giờ, có các chuyển động từ thạch anh. Tuy nhiên, các đồng hồ đeo tay sưu tập đắt tiền, được đánh giá cao hơn về sự khéo léo tinh xảo, thẩm mỹ và thiết kế quyến rũ hơn so với đồng hồ bấm giờ đơn giản, thường dựa trên các chuyển động cơ học truyền thống, mặc dù chúng kém chính xác và đắt hơn so với đồng hồ điện tử. Tính đến năm 2018, chiếc đồng hồ đắt nhất từng được bán đấu giá là Patek Philippe Henry Graves Supercomplication, đây là chiếc đồng hồ cơ phức tạp nhất thế giới cho đến năm 1989, đạt mức giá cuối cùng là 24 triệu đô la Mỹ (23.237.000 CHF) tại Geneva vào ngày 11 tháng 11 năm 2014.

## Lịch sử ra đời và phát triển

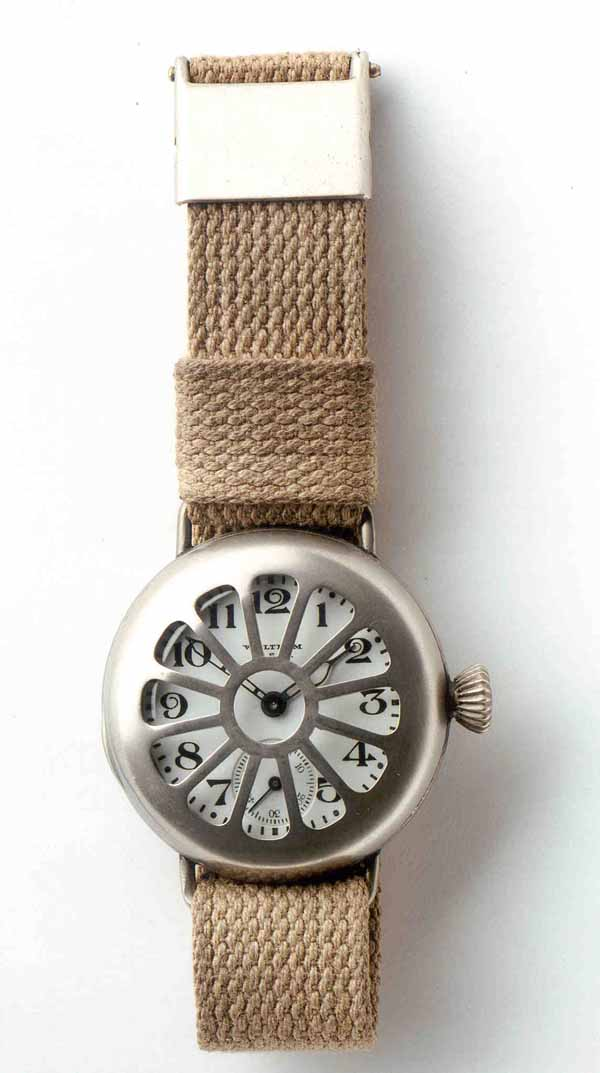
Đồng hồ đeo tay ban đầu của Waltham, được đeo bởi những người lính trong Thế chiến I (Bảo tàng Đồng hồ Đức).

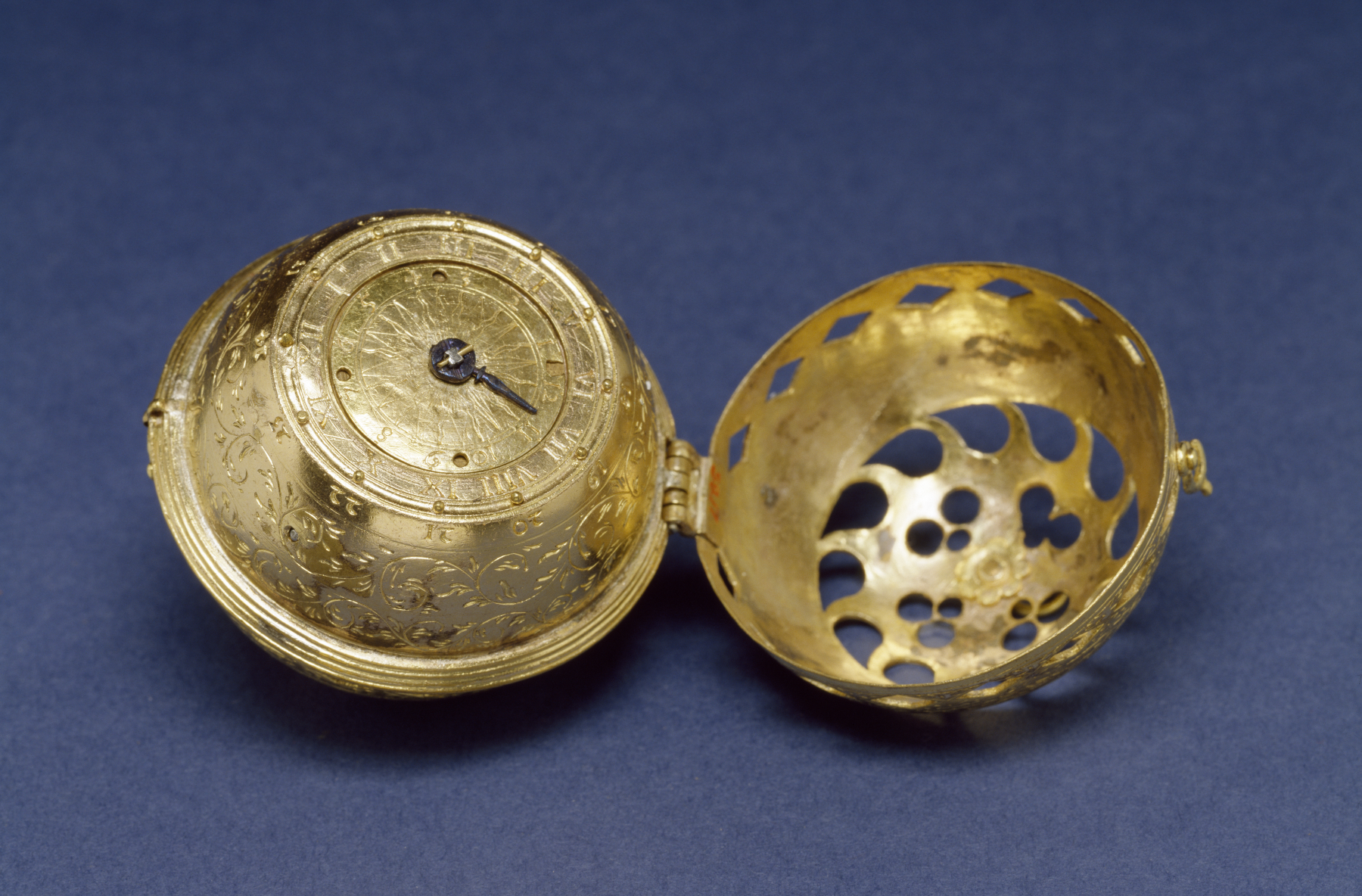
Đồng hồ sớm nhất được biết đến, từ năm 1530

Đồng hồ đeo tay phát triển từ đồng hồ lò xo, xuất hiện lần đầu tiên ở châu Âu thế kỷ 15. Đồng hồ đeo tay không được mang rộng rãi trong túi cho đến thế kỷ 17. Một văn bản thời đó nói rằng từ "đồng hồ" (watch) xuất phát từ từ tiếng Anh cổ có nghĩa là "người canh gác" (watchman), bởi vì nó được những người canh gác thị trấn sử dụng để theo dõi ca làm việc của họ. Một người khác nói rằng thuật ngữ này xuất phát từ các thủy thủ thế kỷ 17, những người đã sử dụng các cơ chế mới để tính thời gian của ca làm việc trên tàu của họ (ca làm nhiệm vụ).

## Cấu tạo - Chế tác
Đồng hồ đeo tay được chế tạo gồm 2 phần chính là phần máy và dây đeo.
Phần máy gồm vỏ máy và ruột máy. Vỏ máy thường được đúc bằng nhựa cứng hoặc bằng kim loại, có thể phủ mạ kim loại quý. Vỏ máy có mặt bảo vệ phần hiển thị bằng kính, nhựa trong (mêca), hoặc đá saphia, Nắp đáy có thể rời hoặc liền, nếu rời có thể thiết gioăng cao su để ngăn nước vào ruột máy. Ruột máy được cấu tạo bằng các chi tiết cơ hoặc điện tử.
Dây đeo có thể là dây vải dày (ví dụ như vải bò), bằng da hoặc giả da, hoặc bằng các mắt kim loại. Dây đeo được thiết kế gồm có 2 đoạn được ghép / móc với nhau, hoặc là 1 đoạn liền có thiết kế co/giãn hoặc gấp khúc để nới rộng khi đeo vào.

## Phân loại

### Theo cấu tạo
Tương tự đồng hồ nói chung, đồng hồ đeo tay được phân biệt như sau:
Đồng hồ cơ là loại đồng hồ sử dụng các chi tiết cơ, chuyền động bánh răng. Phần năng lượng dao động của đồng hồ thường là giây cót. Hành động tích trữ năng lượng để duy trì dao động cưỡng bức cho đồng hồ được gọi là "lên giây cót".
Đồng hồ điện tử, là loại đồng hồ sử dụng linh kiện điện tử, với "trái tim" là phần tử dao động thạch anh - được cấp năng lượng điện để duy trì hoạt động liên tục.

### Theo cách hiển thị
Tương tự đồng hồ nói chung, đồng hồ đeo tay được phân biệt như sau:
Đồng hồ kim. Mặt hiển thị có từ 2-3 kim được chế tạo phân biệt theo kích thước chiều dài, chiều rộng (bề ngang thân kim) lần lượt hiển thị các thông số thời gian: Giờ - Phút - Giây. Kim Giờ thường là kim ngắn và rộng (to) ngang nhất. Kim Phút và kim Giây thường là kim dài, kim Giây thường có bề ngang rất nhỏ. Tuỳ theo thiết kế, kim Giây có thể không có. Các kim sử dụng kết nối truyền động bánh răng để quay quanh trục.
Đồng hồ hiển thị số, hay gọi rút gọn là đồng hồ số, là loại đồng hồ có mặt hiển thị là số, dạng GG:PP, trong đó GG là 2 ký tự số hiển thị giờ, PP là 2 ký tự số hiển thị phút. Ngoài ra có thể có hiển thị thêm các thông tin như giây,... Đồng hồ số thường là đồng hồ điện tử, sử dụng LED 7 thanh để hiển thị.

### Theo cách phân vạch đơn vị
Tương tự đồng hồ nói chung, đồng hồ đeo tay được phân biệt như sau:
Phân vạch chia, hiển thị là cái dấu vạch thẳng, ngắn; chia đều mặt đồng hồ như mặt thước.
Phân vạch số, thường được đánh dấu bằng các con số từ 1 đến 12, hoặc bằng ký tự số đếm La Mã từ I đến XII.
Các đồng hồ có thể được thiết kế kết hợp các dạng hiển thị. Một số loại đồng hồ thời trang, nhà thiết kế có thể bỏ đi các phân vạch của đồng hồ.

### Theo cách cấp năng lượng - phần Nguồn
Đồng hồ đeo tay cần được cấp năng lượng thường xuyên để duy trì dao động, Nguồn năng lượng đó có thể là từ pin, từ sự giải phóng thế năng của lò xo bị nén khi lên giây cót, hoặc từ tấm năng lượng Mặt Trời hoặc từ sự chuyển hoá năng lượng từ vận động của cơ thể người sang co giãn của lò xo hoặc tích trữ vào nguồn pin.

### Theo mục đích sử dụng
- Đồng hồ thời trang, các đồng hồ này được thiết kế, chế tạo đặc biệt theo xu hướng thời trang, hoặc chất liệu làm vỏ, dây đeo, hoặc khảm - gắn kim cương, đá quý.
- Đồng hồ chuyên dụng như Đồng hồ thể thao, đồng hồ máy tính, đồng hồ ABC,... Các loại đồng hồ này thường được thiết kế chống nước, kết hợp thêm các công cụ chức năng như hẹn giờ, đếm giây, máy tính bỏ túi, la bàn,...

### Theo giới tính
Đồng hồ nam và Đồng hồ nữ là cách phân biệt cho đồng hồ đeo tay thời trang, khi đó loại đồng hồ được thiết kế cho nam giới và nữ giới. Đồng hồ cho giới nữ có xu hướng thiết kế phần mặt đồng hồ nhỏ hơn, dây đeo cũng nhỏ và mảnh hơn đồng hồ cho nam, kèm theo đó có thể là sự phân biệt, cách điệu về màu sắc.
Ngoài ra dựa vào cấu tạo, thiết kế, đồng hồ đeo tay còn nhiều cách phân loại khác.